# Glyptothorax annandalei
Glyptothorax annandalei és una espècie de peix de la família dels sisòrids i de l'ordre dels siluriformes.

## Morfologia
Els mascles poden assolir els 11,5 cm de llargària total.

## Distribució geogràfica
Es troba a l'Índia, el Nepal i el Tibet.